# 运城站
运城站是位于中华人民共和国山西省运城市盐湖区潞村街的一个铁路车站。车站建于1935年，有同蒲铁路经过该站，现办理客货运业务。车站及其上下行区间均已电气化。车站距离太原站412公里，距离华山站116公里，隶属中国铁路太原局集团，是一等站。
运城站初建成于民国24年（1935年）。1950年重建站房，并于1956年将原米轨线路拨宽为标准轨。1975年车站西北建成占地面积202亩的货场。1987年又建成新站房:85,258，1992年5月车站站前广场落成，设立了运城市首座大型关羽雕塑。

## 车站结构
运城站目前使用的站房建于1987年，面积1200平方米。内设有由候车厅、售票室、客运办公室、行李房等设施。候车室内共有两个检票口，其中1、2检票口位于候车室东侧，分别为同一个检票口的人工核验与机器核验区，3检票口位于候车室西侧。售票处位于候车室东侧:258。
运城站站场共有11条轨道，其中正线1股、到发线6股、调车线3股、走行线1股；车站货场面积202亩，设有6条货物线:258。
车站目前设有通往南风化工、山西粮油集团运城东留储备库和运城工务段的专用线。其中南风化工专用线通往运城盐湖，始建于1953年:85，鼎盛时期全长22千米。目前盐化专用线全长18.6公里，由山西焦煤运城盐化集团南风物流公司拥有并运营，设有2台自备铁路机车。

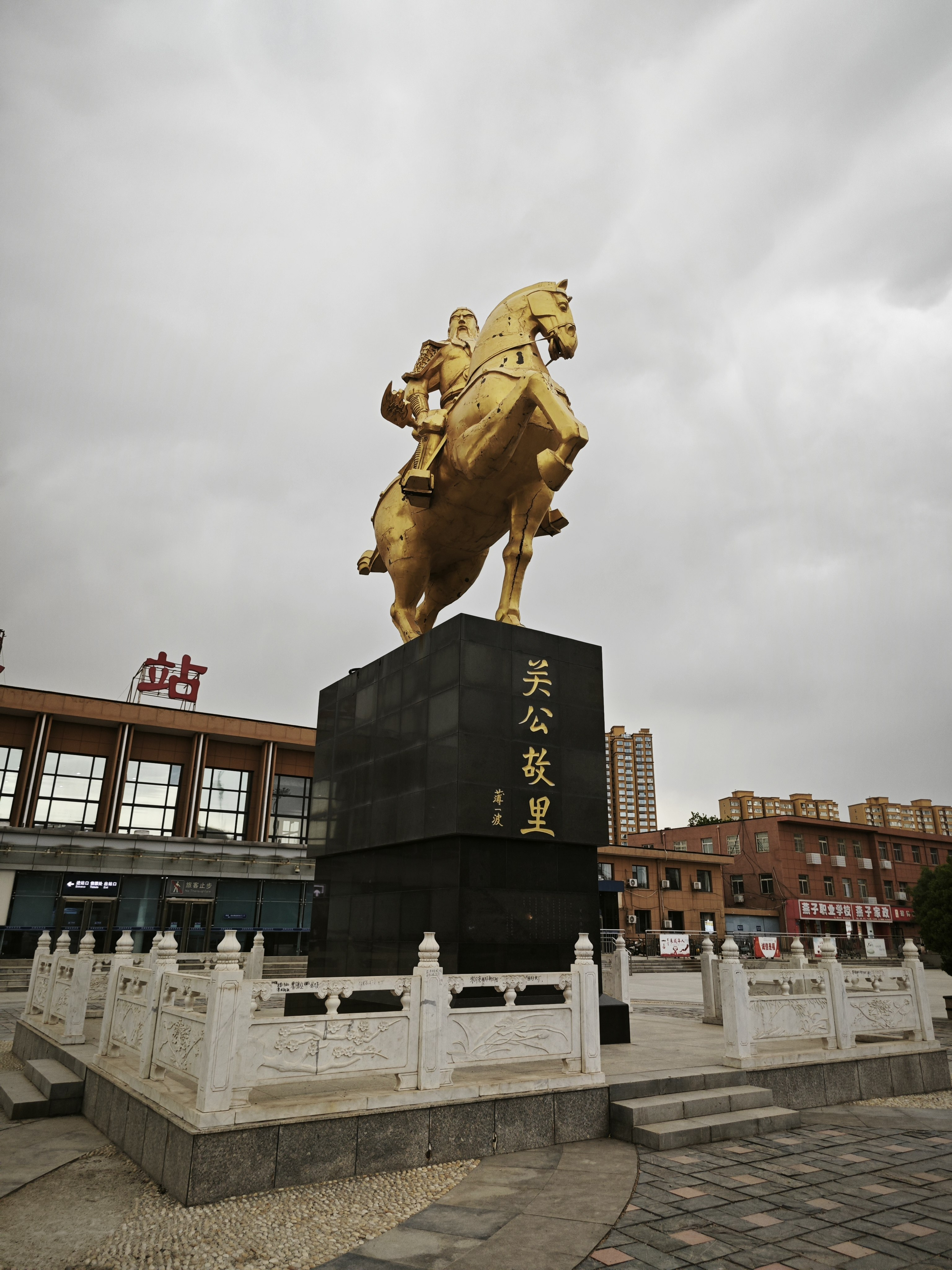
运城站站前，关羽雕塑，下方题字「关公故里」为薄一波题写
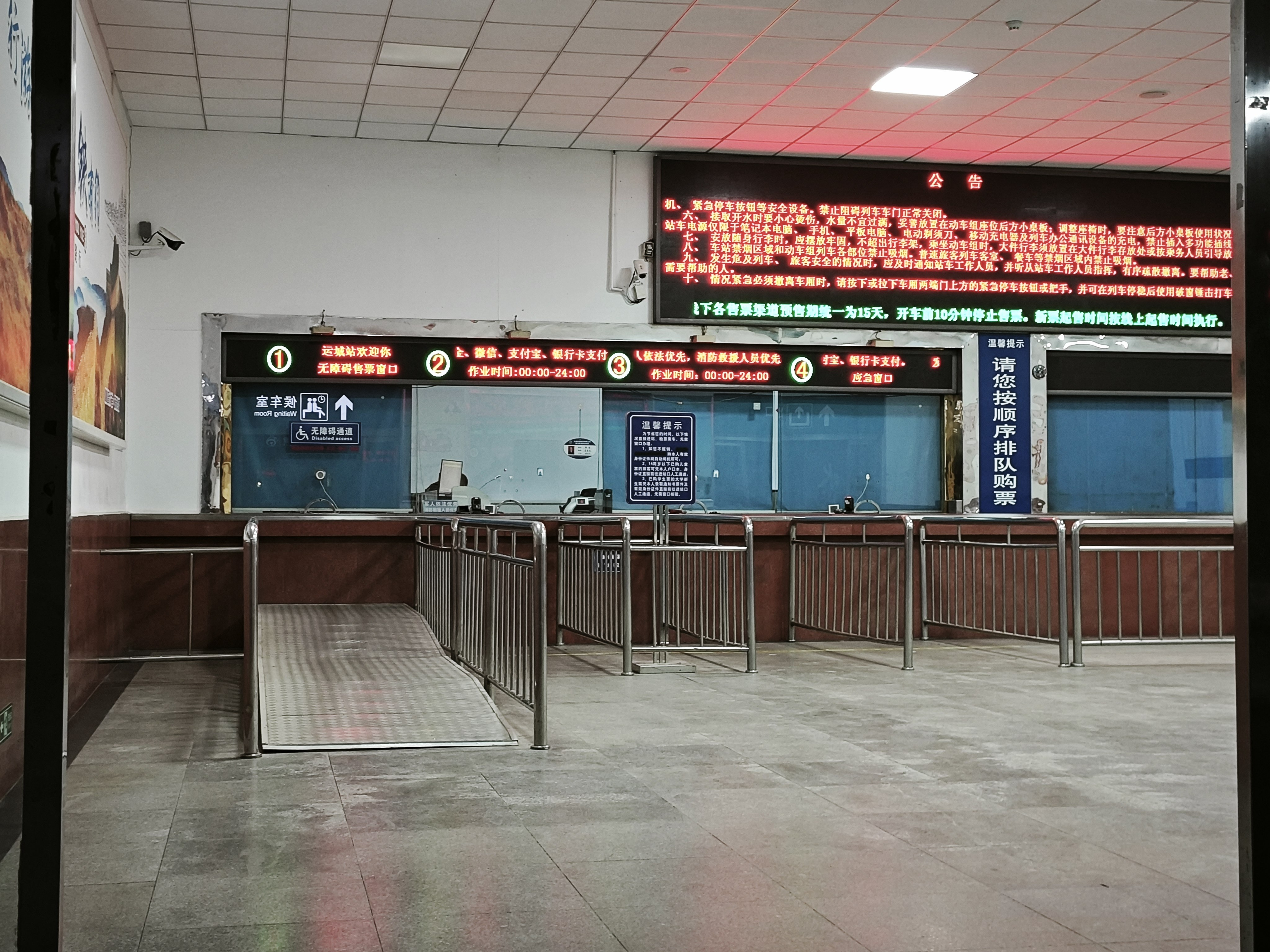
运城站售票处
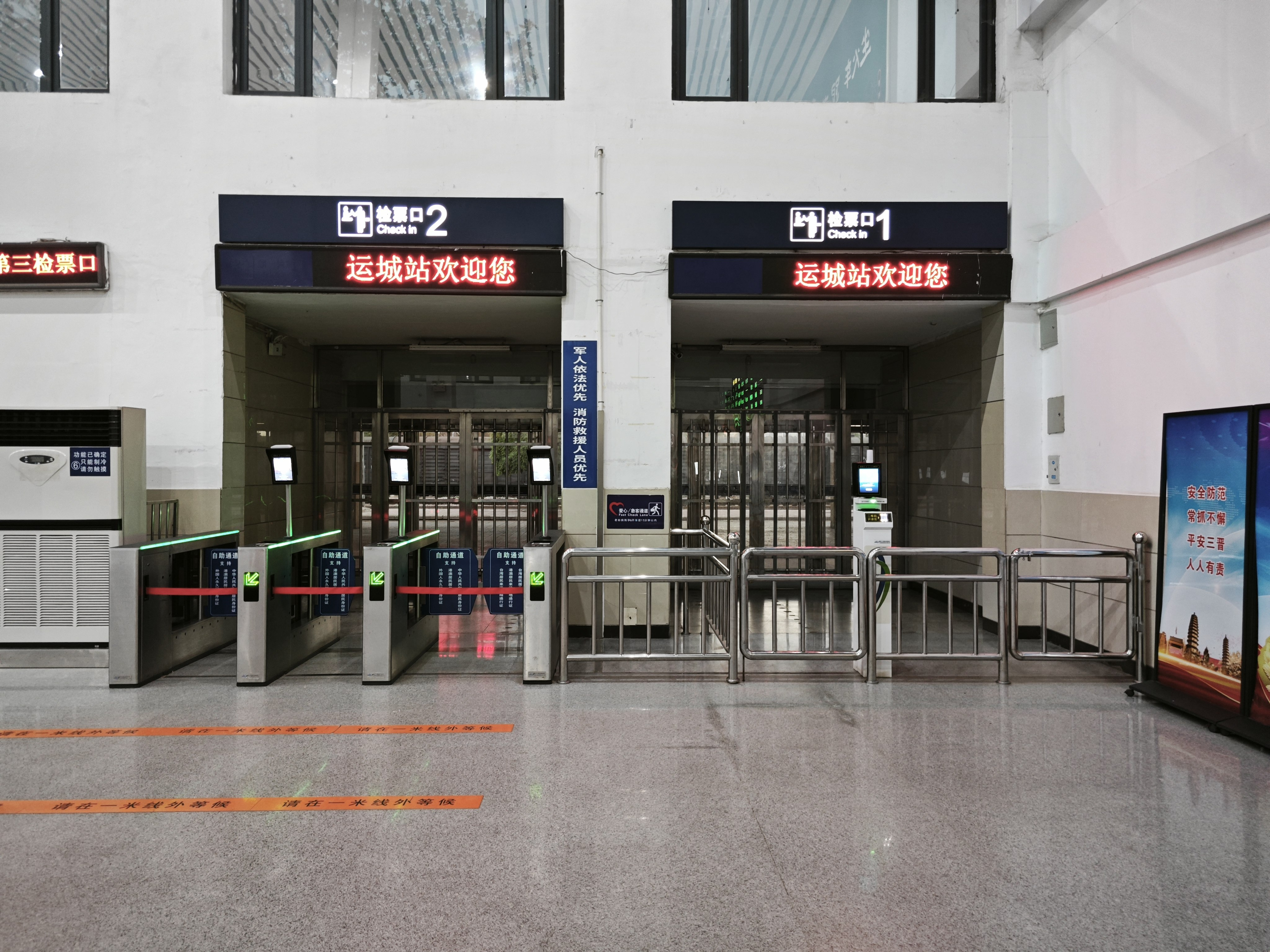
运城站1、2检票口
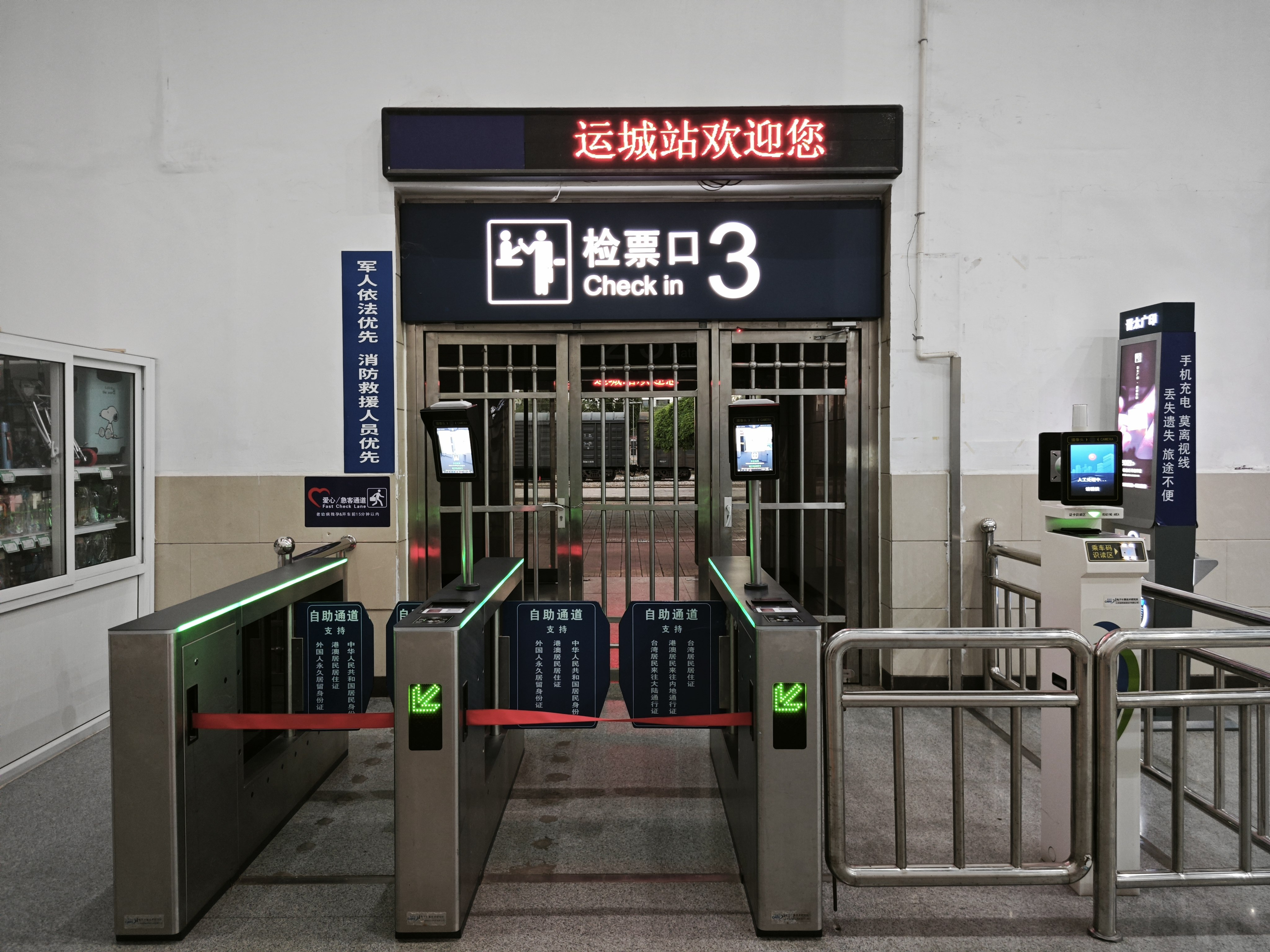
运城站检票口3
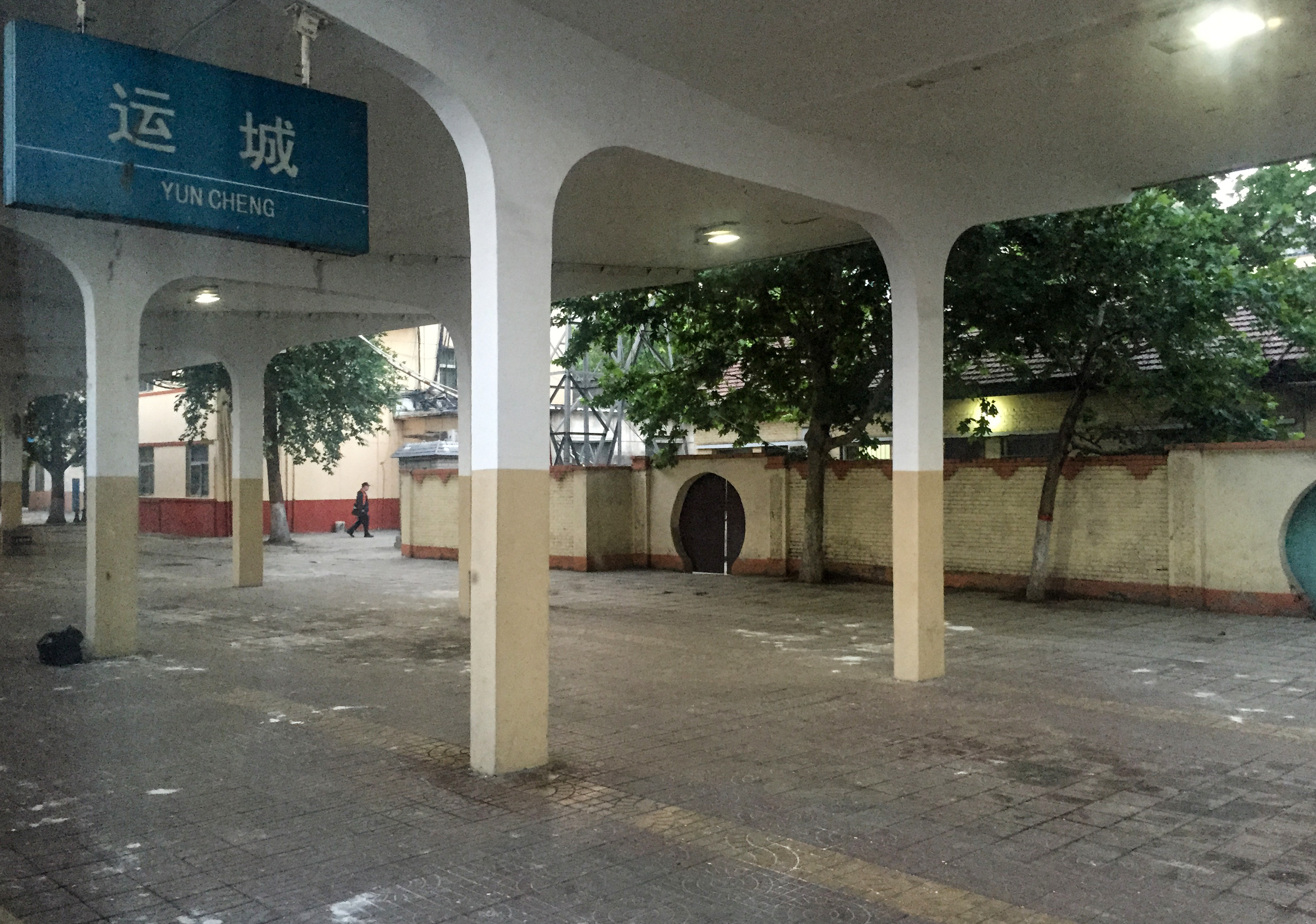
运城站1站台